# Domingos Chivavele
Domingos Chivavele (ur. 12 maja 1966) – mozambicki pływak, uczestnik Letnich Igrzysk Olimpijskich 1984.
Podczas Igrzysk w Los Angeles, Chivavele startował w wyścigu na 100 metrów stylem dowolnym. Uzyskał czas 1:01,35, co było 65. wynikiem uzyskanym w eliminacjach, jednak to nie wystarczyło, aby awansować do finałów.